# Apparato nervoso degli insetti
Il sistema nervoso degli insetti è l'insieme delle strutture anatomiche coinvolte nella trasmissione di stimoli bioelettrici che presiedono allo sviluppo delle funzioni percettive, motorie, relazionali e vegetative dell'animale. Pur nella sua specificità, l'apparato nervoso degli Insetti mostra un'analogia di fondo con i sistemi degli altri animali morfologicamente e anatomicamente complessi e dotati di una vita relazionale.

## Aspetti generali
A differenza di altri apparati anatomici, quello nervoso conserva almeno in parte l'organizzazione di tipo metamerico degli Insetti: anche se sussiste la tendenza evolutiva alla centralizzazione della rete neurale, la dislocazione delle cellule nervose in centri autonomi (gangli), associati ai singoli segmenti, evidenzia una sorta di "autonomia funzionale" dei metameri. D'altra parte, come negli animali superiori, anche negli Insetti si assiste ad una centralizzazione delle funzioni neurali complesse, che si manifesta con la fusione dei gangli in masse cerebrali. 
In analogia con il sistema nervoso dei Vertebrati, negli Insetti si distingue un sistema centrale, uno periferico e uno viscerale, quest'ultimo analogo al simpatico.
Anche negli Insetti si distinguono tre tipi di neuroni: 
- sensoriali: sono associati ai recettori sensoriali, sono bipolari e afferenti, ossia trasmettono gli impulsi dalla periferia ai gangli;
- motori: sono associati al sistema muscolare, hanno il corpo localizzato nei gangli e sono unipolari ed efferenti, ossia trasmettono gli impulsi dai gangli alla periferia;
- associativi: pure localizzati nei gangli, sono multipolari e assolvono alla funzione associativa della rete neurale.

La trasmissione dei segnali segue gli stessi meccanismi che si hanno nei Vertebrati: lungo gli assoni si realizza in forma di impulso elettrico per alterazione del potenziale di membrana, nelle sinapsi con l'emissione di un mediatore chimico, l'acetilcolina. Questo aspetto è di fondamentale importanza: molti insetticidi hanno infatti un'azione neurotossica, agendo come inibitori dell'acetilcolinesterasi, ed hanno perciò un effetto indiscriminato sia sugli Insetti sia sui Vertebrati.

## Sistema nervoso centrale

Rappresentazione schematica dell'apparato nervoso degli Insetti.
P: protocerebro;
D: deutocerebro;
T: tritocerebro;
G: gnatocerebro o ganglio sottoesofageo;
CV: catena gangliare ventrale.

Il sistema nervoso centrale ha una tipica organizzazione metamerica: è costituito da una doppia catena di gangli, dislocata longitudinalmente in posizione ventrale, sotto il canale digerente, con una coppia di gangli per ogni segmento. I gangli sono collegati fra loro da fibre nervose trasversali, dette commissure, e longitudinali, dette connessure. Commissure e connessure scompaiono con l'eventuale fusione dei gangli.
L'originaria struttura metamerica tende a scomparire in corrispondenza del capo, con la fusione delle prime sei coppie di gangli in due masse cerebrali distinte, dette rispettivamente cerebro e gnatocerebro. La prima, detta anche cervello o ganglio sopraesofageo, deriva dalla fusione dei gangli dei primi tre somiti cefalici e si posiziona dorsalmente rispetto allo stomodeo. Lo gnatocerebro deriva dalla fusione dei successivi tre somiti cefalici ed è posizionato sotto lo stomodeo. Le due connessure che collegano il cerebro con lo gnatocerebro formano una sorta di anello, il cingolo parastomodeale o periesofageo, attraverso il quale passa l'esofago.
Il cerebro è suddiviso in tre parti denominate, in ordine antero-posteriore, protocerebro, deutocerebro e tritocerebro. Ad essi è affidata l'innervazione degli organi cefalici dorsali (gli occhi composti, gli ocelli, le antenne, il clipeo e il labbro superiore); nel protocerebro sono presenti due formazioni, i corpi peduncolati, che sarebbero centri di funzioni psichiche nelle operaie degli Imenotteri sociali. Dal tritocerebro parte inoltre il sistema nervoso viscerale che innerva l'intestino anteriore.
Lo gnatocerebro innerva le appendici dell'apparato boccale. Da esso parte la doppia catena gangliare, detta catena gangliare ventrale.
La catena gangliare ventrale si estende nel torace e nell'addome. Essa mantiene in genere, come carattere primitivo, la separazione delle coppie gangliari. Si distinguono perciò, primitivamente, tre coppie toraciche e undici coppie addominali, ma non mancano, tuttavia casi, di fusione dei gangli in due masse, una toracica e una addominale, o, addirittura, in un'unica massa. A prescindere dall'organizzazione strutturale, ad ogni coppia di gangli compete l'innervazione del segmento corrispondente e delle appendici eventualmente associate (zampe, ali, gonapofisi, cerci, ecc.).

## Sistema nervoso viscerale
Il sistema nervoso viscerale mantiene una propria autonomia da quello centrale, pur essendovi collegato. Ad esso competono le funzioni neurovegetative, con l'innervazione di organi interni. È composto da tre distinti sistemi: il simpatico dorsale, il caudale, il ventrale. 
Il simpatico dorsale, detto anche stomatogastrico, è un sistema impari, connesso al tritocerebro, che innerva lo stomodeo. In ordine antero-posteriore è composto dal ganglio frontale, dal ganglio ipocerebrale e da uno o due gangli stomacali, connessi fra loro da un nervo ricorrente. Il sistema si localizza nella parte dorsale dello stomodeo, con i primi due gangli ubicati nella regione cefalica, rispettivamente davanti e sotto il cerebro.
Il simpatico ventrale ha un'organizzazione prettamente metamerica: parte dallo gnatocerebro e dalla catena gangliare ventrale e innerva le trachee e gli stigmi. 
Il simpatico caudale, infine, parte dall'ultimo ganglio della catena ventrale e innerva il proctodeo e gli organi genitali.

## Sistema nervoso periferico
Il sistema nervoso periferico comprende gli assoni dei neuroni motori, che innervano la muscolatura striata, e l'insieme dei neuroni sensoriali associati ai recettori. Si sviluppa in tutte le parti del corpo ed è associato ai gangli del sistema nervoso centrale.